# 澤村一樹
野村耕蔵（日语：／ Nomura Kouzou，1967年7月10日—），藝名澤村一樹（日语：／ Sawamura Ikki），日本男演員，所屬經紀公司為研音。

## 生平
1967年7月10日出生於鹿兒島縣。父母離異，有一個妹妹。20歲時搬到東京當上時尚模特兒。1996年首次在日本電視台松田劇しんドラ短劇主演。已婚，有三個孩子。
澤村一樹是擁有184公分傲人身高的正統派美男子，早期活躍在模特兒界，以電視劇《白色之戀》展開演員生涯，之後還參與《庶務二課》、《極道鮮師》、《Orange Days》、《篤姬》等知名電視劇演出。此外他年輕時也曾是NHK綜藝節目的固定班底，主持過多個大型演出節目，並為電玩遊戲擔任角色演出及為電影配音。他的電影作品包括《極道鮮師》電影版、《十三刺客》等片。
他的代表作之一《名偵探》是根據從2000年10月起開播的2小時特別劇淺見光彥系列首次改編為連續劇。這一系列講述了菜鳥偵探光彥不斷解決各種事件，非常有人氣。澤村直到2012年9月為止一共出演了18部。對這次成為電視劇主演，澤村一樹表示，「能夠憑藉光彥這個角色擔當主演簡直就是命運。為了對大家表示感謝，我一定會演繹一個最棒的淺見光彥」。
40歲到來之前，受困於英俊外型帶來的戲路限制，澤村感到演藝生涯充滿危機，於2006年開始在NHK的喜劇短劇《NEO上班族》系列挑戰誇張的喜劇角色「色情部長」，不料大受歡迎，甚至登上日本紅白舞台。2011年，主演朝日台黃金檔木9《最強名醫》系列，以亦天使亦惡魔的雙面角色名醫相良浩介贏得廣泛好評，收視率更一路攀升突破20%，至2018年已拍攝三套系列電視劇與四部特別劇。
2015年，出任日本台黃金檔水10偽裝夫婦的同性戀男主角陽村超治。2017年，出演NHK晨間劇雛鳥，出任女主角有村架純失踪且失憶的農民父親谷田部實，為配合角色消失三個月不接任何工作。當年憑藉這一角色再度登上紅白舞台。2018年，51歲初次主演富士台看板檔月9《絕對零度～未然犯罪潛入搜查～》，創下富士電視台本世紀月9第一高齡主演記錄。
2022年演出第5季《金田一少年之事件簿》，飾演第五代劍持勇。

## 軼事
菅野美穗上節目時表示，澤村一樹曾經送她大島優子寫真集當生日禮物。他小學時即以黃色笑話在男同學裡受到歡迎，外號「愛神丘比特」，其後在日本演藝圈有「色情男爵」之稱，節目上發言尺度極寬，「上品而不下流」的開黃腔功力堪稱一絕。
他高中時曾是排球部主攻手，畢業即入選過縣職業隊，因演員夢想而放棄。除了演藝工作，他還設計過男士內褲，出過兒童繪本，給電視劇配唱主題曲，擅長黏土雕塑，收集迷你車模型、古董家具，熱愛觀賞電影、搏擊和相撲，最近迷上健身及打高爾夫，本人還是李小龍的超級粉絲。
由於常在戲劇、電影作品演出刑警角色，而被粉絲、網友戲稱為「刑警專門戶演員」之一。(另一位是西島秀俊)

## 演出作品

### 電視劇

#### 連續劇
- 白色之戀2（1996年10月9日 - 12月25日，日本電視台） - 矢上俊明  ※連續劇出道
- 她們的婚姻大事（日语：彼女たちの結婚）（1997年1月9日 - 3月20日，富士電視台週四連續劇） - 淺野達也
- 理想上司（日语：理想の上司）（1997年4月13日 - 6月29日，TBS「東芝週日劇場」） - 是枝雄介
- 成田離婚（1997年10月15日 - 12月17日，富士電視台） - 元木洋平
- 成人禮（日语：Days (テレビドラマ)）（1998年1月 - 3月，富士電視台）※客串演出
- 紅花（日语：くれなゐ (渡辺淳一)#読売テレビ）（1998年4月13日 - 6月22日，讀賣電視台） - 船津海介
- 羅煞之家（日语：凄絶!嫁姑戦争 羅刹の家）（1998年4月9日 - 6月25日，朝日電視台） - 篠田逸郎
- 我的辣妹好友（日语：ハッピー・マニア）（1998年7月8日 - 9月23日，富士電視台） - 岸和田悟郎
- 急診室醫生（1999年1月5日 - 3月23日，富士電視台） - 落合雅人
- 週末婚（日语：週末婚）（1999年4月9日 - 7月2日，TBS） - 大森豹 
  - 週末婚特別篇（1999年10月1日）
- 小市民狂想曲（日语：小市民ケーン）（1999年7月6日 - 9月21日，富士電視台） - 加賀徹
- 廉價的愛（日语：チープ・ラブ）（1999年10月15日 - 12月17日，TBS） - 真鍋克明
- 庶務二課系列（2000年 - 2003年，富士電視台） - 神谷真太郎 
  - 庶務二課・第二季（2000年4月12日 - 6月28日）
  - 庶務二課・第三季（FINAL）（2002年7月3日 - 9月18日）
  - 庶務二課・FOREVER（2003年1月1日）
- 愛情賓館大客滿（日语：ただいま満室）（2001年10月14日 - 12月16日，朝日電視台） - 槙田聰
- 上班女郎2（日语：お水の花道）（2001年4月 - 6月，富士電視台） - 鈴木一
- 奉子成婚（2000年7月2日 - 9月10日，富士電視台） - 小松原修造
- 半個醫生（日语：ハンドク!!!）（2001年10月10日 - 12月12日，TBS） - 新堂一子
- 超級奶爸（日语：人にやさしく (テレビドラマ)） 第7話（2002年2月18日，富士電視台） - 小林
- 極道鮮師（2002年4月 - 6月，日本電視台） - 篠原智也（刑警） 
  - 極道鮮師3 畢業啦！（2003年3月26日）
- NHK大河劇（NHK綜合） 
  - 利家與松（2002年1月 - 12月） - 高山右近
  - 篤姬（2008年1月 - 12月） - 小松清猷（日语：小松清猷）
  - 西鄉殿（2018年1月 - 12月） - 赤山靭負（日语：赤山靭負）
- 相親流浪記（日语：お見合い放浪記） 第1話（2002年10月7日，NHK綜合） - 伊崎尚人
- 和婆婆一起（日语：お義母さんといっしょ） 第7話 - 第10話（2003年1月 - 3月，富士電視台） - 岡島 ※客串演出
- 有錢真幸福（日语：OL銭道）（2003年4月 - 6月，朝日電視台） - 金城真一
- 微笑日記（日语：ニコニコ日記）（2003年8月 - 10月，NHK綜合） - 高橋晃太郎
- 白色巨塔（2003年10月 - 2004年3月，富士電視台） - 菊川昇 
  - 白色巨塔 特別篇（2004年3月25日）
- 心魔大審判2（日语：スカイハイ (漫画)） 第8話（2004年3月12日，朝日電視台） - 川村翔
- 導遊小姐陰陽眼（日语：霊感バスガイド事件簿） 第1話（2004年4月16日，朝日電視台） - 沖田修
- 人生好棒（日语：ワンダフルライフ (テレビドラマ)）（2004年4月 - 6月，富士電視台） - 龍崎裕哉
- Orange Days（2004年4月 - 6月、TBS） - 藤井
- 啊啊偵探事務所 第6話（2004年8月13日，朝日電視台） - 松戶
- 忠臣藏（日语：忠臣蔵 (2004年のテレビドラマ)）（2004年10月 - 12月，朝日電視台） - 淺野內匠頭
- 納豆屋的女兒（日语：ねばる女）（2004年10月 - 11月，NHK綜合） - 水澤光輝
- 在雨和夢之後（2005年4月 - 6月，朝日電視台） - 櫻井朝晴
- 御宿翡翠（日语：御宿かわせみ）第3章（2005年5月 - 8月，NHK綜合） - 畝源三郎
- 女系家族（2005年7月 - 9月，TBS） - 矢島良吉
- 格鬥教師（日语：ガチバカ!）（2006年1月 - 3月，TBS） - 武田榮二
- 特命刑事龜田吞（日语：特命!刑事どん亀）（2006年4月 - 7月，TBS） - 柊順平
- 街頭律師（日语：マチベン）（2006年4月 - 7月，NHK綜合） - 松尾一成
- 垃圾律師（日语：弁護士のくず） 第6話（2006年5月18日，TBS） - 黑田真悟
- 照亮明天（日语：てるてるあした） 第7話（2006年5月26日，朝日電視台） - 澤村一樹（本人）
- 空姐真命苦（2006年7月 - 9月，日本電視台）- 南田俊彥
- 新娘犯太歲 第1話・第3話（2006年7月6日・20日，TBS） - 稻葉徹
- 今週老婆紅杏出牆（日语：今週、妻が浮気します）（2007年1月 - 3月，富士電視台） - 轟真一郎
- 婆媳大戰（2007年7月 - 9月，TBS） - 森福三四郎
- 工作一姊（日语：働きマン）（2007年10月 - 12月，日本電視台） - 成田君男
- 人妻的遊戲（日语：SCANDAL (テレビドラマ)）（2008年10月 - 12月，TBS） - 高柳秀典
- 必殺仕事人2009（2009年1月 - 6月，朝日放送・朝日電視台） - 權堂伊左衛門
- 破案天才奇娜（2009年1月 - 3月，日本電視台） - 雅一馬
- 被迫歸來的33分鐘偵探（2009年3月 - 4月，富士電視台） - 氏家警部
- 淺見光彥～最終章～（日语：浅見光彦〜最終章〜）（2009年10月 - 12月，TBS） - 主演・浅見光彦
- 警視廳失蹤人搜查課（日语：警視庁失踪課・高城賢吾#テレビドラマ 『警視庁失踪人捜査課』）（2010年4月16日 - 6月11日，朝日放送・朝日電視台） - 主演・高城賢吾
  - 警視廳失蹤人搜查課 特別篇（2011年12月24日）
- 閃耀夏之戀（2010年7月 - 9月，富士電視台） - 楠大貴
- 震撼鮮師 第7話（2010年8月21日、TBS） - 關谷徹
- 女警好愛嗅（2011年1 - 3月，日本電視台） - 重村刑警
- 勇者義彥和魔王之城 第5話 （2011年8月6日，東京電視台） - 盜賊D
- 最強名醫（2011年10月27日 - 12月15日，朝日電視台） - 主演・相良浩介
  - 最強名醫特別篇（2013年6月1日）
  - 最強名醫2（2013年7月11日 - 9月5日）
  - 最強名醫 新春特別篇2015（2015年1月4日）
  - 最強名醫3（2015年1月8日 - 3月5日）
  - 最強名醫 新春特別篇2018（2018年1月4日）
  - 最強名醫 新春特別篇2021（2021年1月10日）
  - 最強名醫 新春特別篇2023（2023年1月3日）
- 理想母子（2012年1 - 3月，日本電視台） - 倉橋實
- 第六感搜查線（2012年7 - 9月，日本電視台） - 上原航平
- 家庭内幕（日语：家族の裏事情）（2013年10 - 12月，富士電視台） - 石和泰彥
- 社長不是人（2014年4月 - 6月，關西電視台）- 主演・三田村幸雄
- I'm Home 最終話（2015年6月18日，朝日電視台） - 上王子悟史
- 拿破崙之村（2015年7月 - 9月，TBS） - 福本純也
- 偽裝夫婦（2015年10月 - 12月，日本電視台） - 陽村超治
- 希望丘的人們（日语：希望ヶ丘の人びと）（2016年7月 - 8月，WOWWOW） - 主演・田島徹
- 出租救世主（2016年10月 - 12月，日本電視台） - 主演・明邊悠五
- 最後的刑警（2016年10月 - 12月，日本電視台） - 明邊悠五（第7話客串）
- 晨間劇（NHK）
  - 雛鳥（2017年4月 - 9月）- 谷田部實
  - 如虎添翼（2024年6月 - 9月）- 久藤賴安
- 夢想結婚（2018年1月 - 3月，富士電視台）- 三上響 （特別出演）
- 萬能廣告社 ～你的人生，大賣吧！～（2017年10月 - 12月，東京電視台） - 主演・杉山利史
- 未解決之女（日语：未解決の女 警視庁文書捜査官）（2018年4月19日 - 6月7日，朝日電視台） - 古賀清成 
  - 特別篇 未解決之女〜緋色的信號（2019年4月28日）
  - 未解決之女2（日语：未解決の女 警視庁文書捜査官）（2020年8月6日 - 9月17日）[6]
- 警視廳・搜查一課長（2018年5月24日，朝日電視台） - 古賀清成（第7話客串）
- 絕對零度〜未然犯罪潛入捜査〜（2018年7月9日 - 9月10日，富士電視台） -主演・井澤範人[7]
  - 絕對零度〜未然犯罪潛入捜査2〜（2020年1月6日 - 3月16日）
  - 絶対零度〜未然犯罪潜入捜査2〜2020 特別編“AFTER STORY”（2020年3月23日）
- 科搜研之女 正月特別篇（2019年1月3日，朝日電視台）- 時矢暦彥（特別客串）
- 刑警ZERO（朝日電視台） - 主演・時矢暦彥
  - 刑警ZERO（2019年1月10日 - 3月14日）
  - 刑警ZERO 特別篇2019（2019年9月15日）
  - 刑警ZERO 特別篇2020（2020年6月7日）
- 白衣戰士!（2019年4月10日 - 6月19日，日本電視台）- 本城昭之
- Grand Maison東京（2019年10月20日 - 12月29日，TBS）- 京野陸太郎
- 我家女兒交不到男朋友！！（2021年1月13日 - 3月17日，日本電視台）- ゴンちゃん（小田欣次）
- Night Doctor（2021年6月21日 - 9月13日，日本電視台）- 本郷亨
- 金田一少年之事件簿2022（2022年4月24日 - 7月3日，日本電視台） - 劍持勇
- Get Ready!（2023年2月26日 - 3月12日，TBS）- 高城秀和（第8話 - 最終話客串）
- 這個美好世界（2023年7月20日 - 9月14日，富士電視台）- 水田夏雄
- 特命！警視廳特別會計係（2023年10月16日 - 12月25日，關西電視台・富士電視台）- 湯川哲郎
- Miss Target（日语：ミス・ターゲット）（2024年4月21日 - 6月16日，朝日放送電視台・朝日電視台）- 村松龍太郎
- 小南是迷你情人!?（2024年7月16日 - 9月10日，朝日電視台）- 堀切晴幸
- 海中沉睡的鑽石（2024年10月20日 - 12月22日，TBS）- 辰雄
- 愛的，學校。（2025年7月10日 - ，富士電視台）- 松浦小治郎
- 1972 渚之螢火（2025年10月19日 - ，WOWOW）- 川平朝雄

#### 單發劇
- 松田的電視劇（1996年9月2日，日本電視台）※初次主演
- 警部補 佃次郎5「暗紅色的雲」（日语：警部補 佃次郎）（1998年4月21日，日本電視台）- 濱田浩次 役
- 夢的標本（1998年1月15日，北海道電視台）※文化廳藝術祭（日语：芸術祭 (文化庁)）參加作品
- 想法的捉迷藏（2000年3月4日，朝日電視台）
- 世界奇妙物語 2000年秋季特別篇「悟的妖怪」（2000年10月4日，富士電視台）
- 空姐刑事（日语：スチュワーデス刑事）5（2001年1月5日，富士電視台）
- 世界奇妙物語 2001年春季特別篇「心臟的回憶」（2001年4月5日，富士電視台）
- 笨蛋3兄弟（2001年12月29日，富士電視台） - 安田健二 役
- 早安少女組。新春！LOVE STORIES（日语：モーニング娘。新春! LOVEストーリーズ）「窈窕淑女」（2002年1月2日，TBS） - 伊集院忍 役
- Love Collection（2003年3月3日 - 7日，朝日電視台）
- 新春時代劇（日语：新春ワイド時代劇）「龙马来了」（2004年1月2日，東京電視台） - 武市半平太 役
- 老少配情侶刑警（日语：年の差カップル刑事）・〜特別久的春天〜（2004年2月27日，富士電視台）
- 邪光－看不見的殺機・偷偷靠近的恐怖鄰居！（2004年5月15日，朝日電視台） - 樋口和彥 役
- 新春時代劇「國盜物語（日语：国盗り物語）」（2005年1月2日，東京電視台） - 德川家康 役
- 人情刑警事件簿・假面夫婦殺人事件（2005年3月30日，東京電視台）
- 年下之人（2005年7月18日，日本電視台） - 上田英一 役
- 螢火蟲之墓（2005年11月1日，日本電視台） - 橫川清 役
- 2夜連續電視特別篇・李香蘭（2007年2月11日・12日，東京電視台） - 川喜多長政（日语：川喜多長政） 役
- 好想見你，寶貝（日语：会いたかった 〜向井亜紀・代理母出産という選択〜）（2007年3月2日，富士電視台） - 高田延彥（日语：高田延彦） 役
- 緣分的奇蹟（日语：セレンディップの奇跡）（2007年3月12日，日本テレビ） - 武田祐市 役
- 相聚一刻（2007年5月12日，朝日電視台） - 三鷹瞬 役
  - 相聚一刻2（2008年7月26日）
- 奪命6小時（日语：6時間後に君は死ぬ）（2008年9月28日，WOWOW「劇集W」） - 澤木刑事 役
- THE MUSIC SHOW（日语：ザ・ミュージックショウ）（2011年1月2日，日本電視台） - 節目MC・望月 役
- ABC創立60周年記念特別電視劇 境遇（日语：境遇#テレビドラマ）（2011年12月3日，朝日放送・朝日電視台） - 高倉正紀 役
- 宮部美幸推理劇場 理由（日语：理由 (小説)#テレビドラマ 2012年版）（2012年5月7日，TBS） - 片倉義文 役
- 松本清張死後20年特別企劃 電視特別篇「波之塔」（日语：波の塔#2012年版）（2012年6月23日，朝日電視台） - 主演・小野木喬夫 役
- 朝日電視台開局55周年紀念節目奧運會的贖金（日语：オリンピックの身代金 (奥田英朗)#テレビドラマ）（2013年11月30日・12月1日，朝日電視台） - 玉利實 役
- 宮本武蔵（2014年3月15日・16日，朝日電視台） - 佐佐木小次郎 役
- 東方快車謀殺案（2015年1月11日・12日，富士電視台） - 能登巖 役
- 開膛手傑克的告白〜刑事 犬養隼人〜 （2015年4月18日，朝日電視台）- 主演・犬養隼人 役
  - 刑事 犬養隼人2 （2016年9月24日）
- 黑色樹海（日语：黒い樹海）（2016年1月，朝日電視台） - 西脇滿太郎 役
- 冰之轍 （2016年11月5日，朝日電視台）- 片桐周平 役
- 沒用的爸爸，成為英雄！ （2016年12月29日，東京電視台）- 主演・杉山利史 役
- 阿加莎·克里斯蒂 2夜連續電視劇特別篇（2017年 - 2019年，朝日電視台）- 主演・相國寺龍也役
  - 一個都不留（2017年3月25日・26日）
  - 命案目睹記 ～臥鋪特急殺人事件～（日语：パディントン発4時50分）（2018年3月24日，特別出演）
  - 女演員殺人事件 ～破鏡謀殺案～（2018年3月25日）
  - 謀殺啟事（2019年4月14日）
- CHIEF~警視廳IR分析室（2018年4月15日，朝日電視台）- 主演・深町功太郎 役
- 東京地檢之男（日语：東京地検の男）（2021年3月24日，朝日電視台） - 主演・東丸信助役
- 管理官之王（日语：管理官キング）（2022年1月6日，朝日電視台） - 主演・王賀統一 役[8]
- NHK特集劇 混聲之森（日语：混声の森）（2022年3月26日 - 27日、NHK BS4K / 2022年7月23日・30日、NHK BS Premium） - 主演・石田謙一 役

#### 淺見光彥系列（TBS）
- 11「海市蜃樓」（1998年10月26日）高津雅志 役
- 14「後鳥羽傳說殺人事件」（2000年9月4日）主演浅見光彦 役（以下同）
- 15「志摩半島殺人事件」（2001年3月19日）
- 16「小男孩殺人事件」（2001年9月24日）
- 17「鬼首殺人事件」（2002年9月23日）
- 18「華之下」（2004年1月5日）
- 19「長崎殺人事件」（2004年4月12日）
- 20「崇徳傳說殺人事件」（2005年3月14日）
- 21「平家傳說殺人事件」（2005年12月26日）
- 22「佐用姬傳說殺人事件」（2006年9月25日）
- 23「藍色迴廊殺人事件」（2007年3月26日）
- 24「漂泊的演奏者」（2007年10月15日）
- 25「姬島殺人事件」（2008年4月7日）
- 26「津和野殺人事件」（2008年9月29日）
- 27「齊王的葬列」 （2009年9月7日）
- 28「高千穗傳說殺人事件」（2009年10月5日）
- 29「菊池傳說殺人事件」 （2011年2月7日）
- 30「化生之海」（2011年9月19日）
- 31「箸墓幻想」（2012年9月3日）

### 電影
- 三天兩夜（1997年） - 武志 役
- 7月24日大道的聖誕節（日语：7月24日通りのクリスマス）（2006年） - 安藤讓 役
- 椿山課長之七日間（2006年） - 嶋田 役
- 等待幸福：Waiting for good news（2009年） - 高木吉雄 役
- 極道鮮師電影版（2009年） - 黑瀨健太郎 役
- 山形尖叫（日语：山形スクリーム）（2009年） - 葛貫忠經 役
- 13人刺客：殊死血戰（2010年） - 三橋軍次郎 役
- 烏龍派出所：真人電影版 封鎖勝鬨橋（2011年） - 黑木警視正 役
- 菜鳥薪鮮人（日语：サラリーマンNEO#劇場版）（2011年） - 川上健 役
- 遺體：人生最後一堂告別課（日语：遺体 明日への十日間）（2013年） - 松田信次 役
- 六月燈三姊妹（日语：六月燈の三姉妹）（2013年11月9日先行公開，2014年5月31日日本全國公開） ※以照片演出
- 《劇場版 假面騎士Ghost 100個眼魂與Ghost命運的瞬間》（2016年） - 深海大悟/假面騎士Zero Specter 役
- 大叔之愛電影版（2019年） - 狸穴迅 役
- 大綱引之戀（日语：大綱引の恋）（2021年） - 池田耕治 役
- 假面飯店：假面之夜（2021年） - 日下部篤哉 役

### 配音
- 人生交叉點第三、十二話（2003年4月 - 6月、東京電視台）
- 蒸汽男孩（2004年7月17日、Sunrise） 聲演 大衛
- 地心冒險（2008年） 聲演 崔佛·安德森
- 名偵探柯南：黑鐵的魚影（2023年） 聲演 牧野洋輔

## 資料來源
1. ↑  . 研音 - KEN ON｜.   [2021-04-09]. （原始内容存档于2021-01-24）.
2. ↑  . Eltha. 2010-04-21  [2014-04-24]. （原始内容存档于2014-10-25） （日语）.
3. ↑  . Eltha. 2010-04-13  [2014-04-24]. （原始内容存档于2016-02-03） （日语）.
4. ↑  . 週刊文春、文藝春秋. 2013-07-09  [2014-04-24]. （原始内容存档于2014-04-24） （日语）.
5. ↑  . Mynavi. 2009-01-10  [2014-04-24]. （原始内容存档于2010-08-18） （日语）.
6. ↑  . dogatch.jp.   [2021-04-20]. （原始内容存档于2021-04-22） （日语）.
7. ↑  . zh-hant.hotbak.net.   [2021-04-20]. （原始内容存档于2021-04-22） （中文（简体））.
8. ↑  . 劍心. 2021-12-29  [2021-12-31]. （原始内容存档于2021-12-30）.

## 外部連結
- 澤村一樹研音官方網站
- 澤村一樹的Instagram帳戶 （页面存档备份，存于）